# ورمنزی
ورمنزی (به فرانسوی: Varmonzey) یک کمون در فرانسه است که در Canton of Charmes واقع شده‌است.

## خصوصیات
ورمنزی ۲٫۵۷ کیلومترمربع مساحت و ۲۴ نفر جمعیت دارد و ۳۱۰ متر بالاتر از سطح دریا واقع شده‌است.